# Regiunea Kamceatka
Regiunea Kamceatka (în rusă Камча́тская о́бласть) a fost, până la încorporarea în cadrul Ținutului Kamceatka la 1 iulie 2007, un subiect federal al Rusiei  (o oblastie).  La nord se învecinează cu regiunea Magadan și cu  Districtul Autonom Ciukotka.  În partea de nord a regiunii se află un district autonom : Koriakia. Împreună cu Koriakia, suprafața totală a regiunii (oblastului) este de 472.300 km².
Clima este rece și umedă, subarctică.
Printre resursele naturale ale regiunii, (care ocupă în mare parte teritoriul Peninsulei Kamceatka), se numără: cărbunele, aurul, mica, pirita și gazele naturale.
Cea mai mare parte a locuitorilor locuiește în centrul administrativ, Petropavlovsk-Kamciatski. Cele mai importante ocupații ale locuitorilor regiunii sunt: pescuitul, silvicultura, turismul (în continuă creștere) și slujbele în armată. În peninsulă se află mai multe baze militare importante, printre care  sediul flotei ruse de submarine a Pacificului, aflate la baza Rîbaci, pe malul opus lui Petropavlovsk-Kamciatski al  golfului Avacia și mai multe baze aeriene și baze radar.
În conformitate cu rezultatele recensământului din 2002, cea mai mare parte a celor 358.801 de locuitori ai regiunii este formată din ruși (290.108), urmate de câteva minorități: ucraineni (20.870) și koriaci (7.328).  În Districtul Autonom Koriakia trăiesc cca. 6.700 koriaci și un mic număr de eveni.

## Geografie

Imagine din satelit a Peninsulei Kamceatka

Vulcani din regiunea Kamchatka
Vulcanul Koryaksky

### Ora locală
Regiunea Kamceatka este localizată pe fusul orar al Kamceatkăi. Diferența față de  timpul universal coordonat este de +12/+13 ore.

## Istoria
Rusia a revendicat Peninsula Kamceatka în secolul al XVII-lea. Ivan Kamciati, Simon Dejnev, cazacul Ivan Rubeț și alți exploratori ruși au efectuat cercetări în zonă la mijlocului secolului și s-au întors cu povestiri despre o țară a focului, bogată în pește și blănuri. În 1697, Vladimir Atlasov, fondatorul așezării Anadîr, a condus un grup de 65 de cazaci și 60 de iukaghiri pentru a cerceta peninsula. El a costruit două forturi pe râul Kamceatka care au devenit posturi de comerț ale vânătorilor și puitorilor de capcane pentru blănuri. Din 1704 în 1706 cazacii s-au așezat în două colonii Kamciatski: Verhne- (superioară, de sus) și Nijne- (inferioară, de jos). Departe de ochii conducătorilor lor, cazacii s-au purtat despotic cu indigenii kamciadali. Excesele cazacilor au fost așa de mari, încât administrația de la Iacuțc l-a trimis pe Atlasov investit cu autoritatea necesară (sprijinită și de militarii înarmați, inclusiv cu tunuri) să reinstaureze ordinea legală, dar era prea târziu. Cazacii deveniseră prea puternici, reușind chiar să-l ucidă pe Atlasov în 1711. Din acest moment, Kamceatka a devenit o regiune autonomă, guvernatorul de la Iacuțc amestecându-se prea puțin în treburile locale. La 1713 erau cam 500 de cazaci trăitori în regiune. Cruzimile și excesele  cazacilor au provocat nemulțumiri și mai apoi revolte deschise ale băștinașilor împotriva coloniștilor. Răscoalele au devenit evenimente obișnuite, cea mai mare fiind cea din 1731, când Nijnekamciatski a fost rasă de pe suprafața pământului, locuitorii fiind masacrați. Cazacii rămași s-au regrupat și, întăriți cu arme de foc (inclusiv tunuri), au înăbușit rebeliunea. Se afirmă că, față de cei aproximativ 20.000 de băștinași de la începutul secolului al XVIII-lea, la jumatea secolului mai puteau fi numărați numai 8.000.
Fondarea orașului Petropavlovsc-Kamceațki în 1740 de către exploratorul danez Vitus Bering a fost începutul "deschiderii" Kamceatkăi către lume, ajutată și de faptul că guvernul de la Sankt Peterburg a început să folosească zona ca loc pentru exil. Guvernul rus a încurajat colonizarea zonei, oferind pământ tuturor celor care doreau să se stabilească în aici. Până în 1812, populația băștinașă scăzuse la mai puțin de 3.200 de persoane, în vreme ce populația rusă crescuse la 2.500 de coloniști. În 1854, forțele franco-britanice, care se aflau în război cu Imperiul Rus în războiul Crimeii, au atacat fortăreața și orașul Petropavlovsk-Kamciatski. Spre uriașa surpriză a anglo-francezilor, cei 988 de ruși cu numai 68 de tunuri au apărat cu succes orașul și fortăreață împotriva celor 6 corăbii cu 206 tunuri și 2.540 de militari. După apărarea eroică din timpul asediului, Petropavlovscul a fost abandonat datorită greutăților strategice. În anul următor, când o nouă expediție franco-britanică a revenit să atace portul, l-au găsit  abandonat. Orașul a fost bombardat cu artileria navală și flota aliată a părăsit zona.
Următorii 50 de ani au fost ani fără activitate intensă pentru Kamceatka. Portul militar a fost mutat la Ust-Amur, iar, în 1867, Alaska a fost vândută Statelor Unite ale Americii, Petropavlovskul pierzându-și importanța ca port de oprire și aprovizionare pentru negustorii și exploratorii care se îndreptau către teritoriilor din America. În 1860 a fost înființată o regiune Primorski (Maritimă), Kamceatka fiind plasată sub jurisdicția acesteia. În 1875, insulele Kurile au fost cedate Japoniei la schimb cu insula Sahalin. Populația rusă a rămas la aproximativ 2.500 de oameni, în timp ce numărul nativilor a crescut la aproximativ 5.000 de oameni până la sfârșitul secolului.
Al doilea război mondial nu a afectat Kamceatka, cu excepția lansării luptei pentru eliberarea Kurilelor din 1945. După război, Kamceatka a fost declarată zonă militară și a rămas o zonă interzisă străinilor dar și celor mai multor cetățeni sovietici până în 1990.

## Persoane notabile născute în această regiune
- Igor Smirnov, liderul separatiștilor din Transnistria